# IC 4185/1
IC 4185/1 је спирална галаксија у сазвијежђу Береникина коса која се налази на листи објеката дубоког неба у Индекс каталогу.
Деклинација објекта је + 21° 46' 11" а ректасцензија 13h 6m 12,5s. Привидна величина (магнитуда) објекта IC 4185 износи 15,7 а фотографска магнитуда 16,5. IC 41851 је још познат и под ознакама NPM1G +22.0397, PGC 1656882.